# École nationale supérieure d'informatique et de mathématiques appliquées de Grenoble
École nationale supérieure d'informatique et de mathématiques appliquées de Grenoble (ENSIMAG) je francouzská vysoká škola se sídlem v Grenoble ve Francii. Společnost Ensimag je součástí polytechnického institutu v Grenoblu (Institut polytechnique de Grenoble INP). Tato škola patří mezi špičkové francouzské vzdělávací instituce a specializuje se na Informatika, aplikovanou matematiku a telekomunikace.
V oblasti informatiky a aplikované matematiky se ENSIMAG řadí na první místo ve Francii podle umístění svých studentů v národních přijímacích zkouškách a podle žebříčku firem, které zaměstnávají její studenty a odborná média.

## Slavní studenti a absolventi
- Alain Colmerauer, francouzský informatik